# المغاصيين (مغاصيين)
المغاصيين هي إحدى مشيخات المملكة المغربية، تتبع جغرافيا لعمالة مكناس وإداريًا لمغاصيين. يقدر عدد سكانها بـ 3691 نسمة حسب الإحصاء الرسمي للسكان والسكنى لسنة 2004.